# 34240 Charleyhutch
34240 Charleyhutch è un asteroide della fascia principale. Scoperto nel 2000, presenta un'orbita caratterizzata da un semiasse maggiore pari a 2,9661248 au e da un'eccentricità di 0,0937783, inclinata di 9,94103° rispetto all'eclittica.